# Basílio do Nascimento
Basílio do Nascimento (Suai, 14 giugno 1950 – Dili, 30 ottobre 2021) è stato un vescovo cattolico est-timorese.

## Biografia
Basílio do Nascimento è nato il 14 giugno 1950 a Suai, all'epoca parte del Timor portoghese. È stato ordinato sacerdote nel 1977 a Dili. Dopo diversi anni in Portogallo e Francia nel 1996 è stato nominato amministratore apostolico della neo-eretta diocesi di Baucau e vescovo titolare di Settimunicia. Nel 2004 è diventato vescovo di Baucau a tutti gli effetti. Dal 2002 al 2004 e dal 2015 al 2016 è stato anche amministratore apostolico di Dili. Dal 2012 è presidente della Conferenza Episcopale del Timor.
Il 14 agosto 2015 è stato fra i firmatari del primo accordo tra Santa Sede e Timor Est, con cui si garantisce lo statuto giuridico della Chiesa cattolica nel paese e si regolano il matrimonio canonico, i luoghi di culto, le istituzioni cattoliche di istruzione e di educazione, l'insegnamento della religione nelle scuole, l'attività assistenziale-caritativa della Chiesa, la cura pastorale nelle forze armate e nelle istituzioni penitenziarie ed ospedaliere, e il regime patrimoniale e fiscale.
È morto il 30 ottobre 2021 a Dili all'età di 71 anni.

## Genealogia episcopale e successione apostolica
La genealogia episcopale è:
- Cardinale Scipione Rebiba
- Cardinale Giulio Antonio Santori
- Cardinale Girolamo Bernerio, O.P.
- Arcivescovo Galeazzo Sanvitale
- Cardinale Ludovico Ludovisi
- Cardinale Luigi Caetani
- Cardinale Ulderico Carpegna
- Cardinale Paluzzo Paluzzi Altieri degli Albertoni
- Papa Benedetto XIII
- Papa Benedetto XIV
- Papa Clemente XIII
- Cardinale Enrico Benedetto Stuart
- Papa Leone XII
- Cardinale Chiarissimo Falconieri Mellini
- Cardinale Camillo Di Pietro
- Cardinale Mieczysław Halka Ledóchowski
- Cardinale Jan Maurycy Paweł Puzyna de Kosielsko
- Arcivescovo Józef Bilczewski
- Arcivescovo Bolesław Twardowski
- Arcivescovo Eugeniusz Baziak
- Papa Giovanni Paolo II
- Vescovo Basílio do Nascimento

La successione apostolica è:
- Vescovo Alberto Ricardo da Silva (2004)